# Park Skaryszewski im. Ignacego Jana Paderewskiego w Warszawie

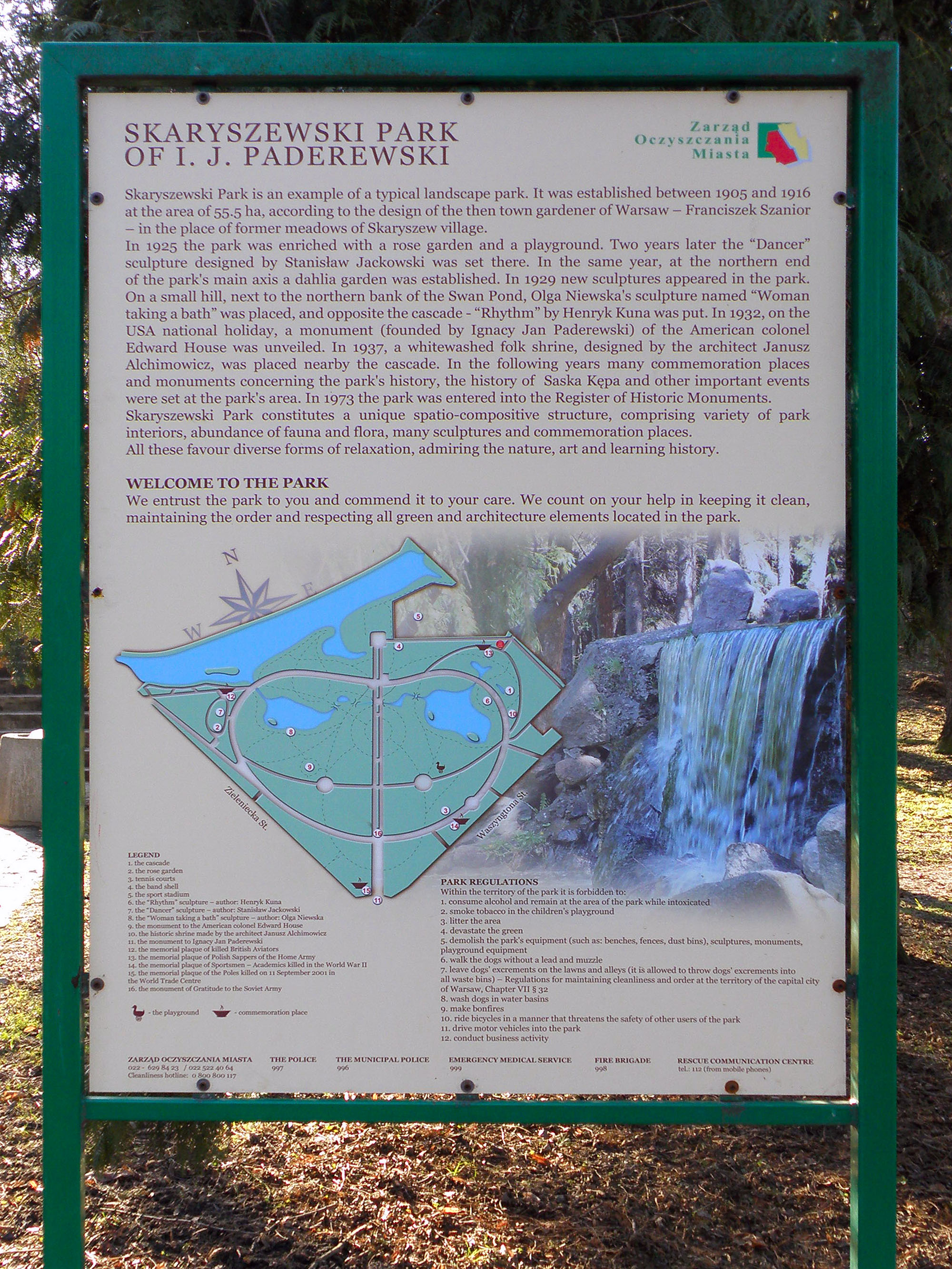
Plan parku

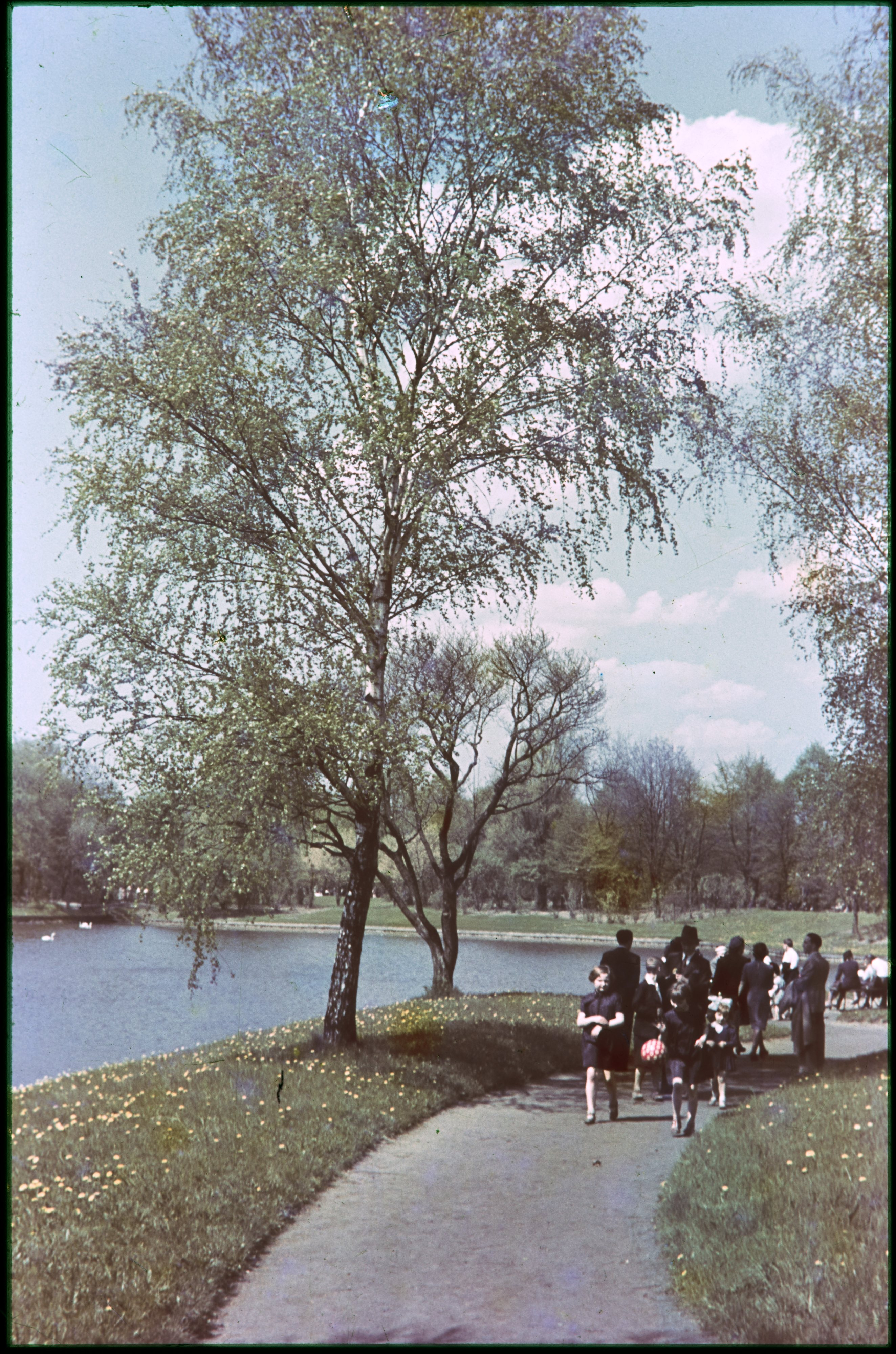
Park wiosną 1939

Park Skaryszewski im. Ignacego Jana Paderewskiego – zabytkowy park krajobrazowy znajdujący się w dzielnicy Praga-Południe w Warszawie. Został założony na terenach skaryszewskiego pastwiska miejskiego w 1905 według projektu Franciszka Szaniora. 
Współcześnie określany jest jako przykład parku miejskiego, który jest ostoją bioróżnorodności w mieście. W 2009 uzyskał tytuł Najpiękniejszego Parku w Polsce oraz trzecią lokatę w konkursie Najpiękniejszy Park w Europie.

## Opis
Park został założony w 1905 na terenie dawnej osady Kamion, na tarasie zalewowym Wisły. W tamtym czasie ten teren znajdował się poza granicami miasta. Współcześnie granice parku wyznaczają al. Zieleniecka, al. Waszyngtona i ul. Międzynarodowa oraz południowa linia brzegowa Jeziorka Kamionkowskiego. Od wschodu, razem z ciągnącymi się aż do ul. Kinowej Kamionkowskimi Błoniami Elekcyjnymi, tworzy jedną z największych w Warszawie enklaw zieleni.
Park został zaprojektowany przez Franciszka Szaniora w stylu angielskim. Pracami przy jego urządzaniu, które trwały do 1922, kierował Edward Ciszkiewicz. Park powstał jako wielkomiejski ośrodek parkowy dla rekreacji i wypoczynku, z rozwiniętą siecią komunikacyjną, przystosowaną do ówczesnego ruchu pojazdów konnych.
Po 1945 roku rozebrano ogrodzenie parku, niektóre alejki zalano asfaltem, ustawiono betonowe latarnie, a wzdłuż al. Waszyngtona poprowadzono naziemną rurę ciepłowniczą. 
W 1973 roku park został wpisany do rejestru zabytków.
Zaprojektowane sztuczne jeziorka współgrają z bogatą szatą roślinną, którą wysadził rozległy park. Całości dopełniają nasypane wzgórza, sztuczny wodospad i rozarium. W parku można podziwiać 280 gatunków drzew i krzewów. Bogactwo przyrodnicze Parku opisuje m.in. raport Przyroda Parku Skaryszewskiego wydany w 2015 w ramach społecznego projektu koordynowanego przez Macieja Luniaka. Na wnioski wynikające z raportu powołują się m.in. mieszkańcy okolic parku zabiegający o utrzymanie parkowej funkcji tego terenu.

### Nazwa
Powstał jako park Skaryszewski, zachowując nazwę pastwiska miejskiego, na którego terenie został wytyczony. Nazwa pochodzi od lokowanego w pobliżu, na terenach wsi Kamion, miasta Skaryszew. W okresie międzywojennym nadano mu imię Ignacego Jana Paderewskiego – polskiego pianisty, kompozytora, polityka – jednego z twórców niepodległego państwa polskiego. W okresie okupacji niemieckiej parkowi nadano niemiecką nazwę Ostpark.
Po wojnie, z powodów politycznych usunięto imię Paderewskiego z nazwy. Przywrócono je w 1980. Potocznie nazywany jest określeniem z gwary warszawskiej – Skaryszakiem.

## Informacje historyczne
- W 1926 w parku otwarto ogród różany i ogród daliowy zaprojektowane przez Leona Danielewicza[13].
- W 2006 roku w parku zadomowiły się bobry. Skala zniszczeń, które poczyniły w roku 2008, spowodowała konieczność zabezpieczenia drzew i wywiezienia zwierząt do ZOO.
- Biała kapliczka stojąca w jednej z alejek parku podczas okupacji niemieckiej służyła jako skrzynka kontaktowa dla łączniczek podziemia.
- Park pozostaje jednym z głównych miejsc uroczystości organizowanych w Polsce w związku z rocznicą zamachów z 11 września 2001 roku w Nowym Jorku[14][15]. Szczególną oprawę miały uroczystości przy pomniku poświęconym ofiarom w roku 2011, w 10. rocznicę ataków[16]. Obecni byli m.in. ambasador Lee A. Feinstein, wicepremier Waldemar Pawlak oraz minister Radosław Sikorski[17].
- W 2015 z Jeziorka Kamionkowskiego wyłowiono zbiornik na paliwo i pocisk pochodzące najprawdopodobniej z brytyjskiego samolotu Liberator EV 961 ze 178 dywizjonu RAF zestrzelonego przez Niemców nad parkiem 14 sierpnia 1944[18][19].
- W 2017 prawo użytkowania wieczystego do fragmentu parku Skaryszewskiego położonego między ogrodem różanym, aleją Zieleniecką a Jeziorem Kamionkowskim zostało sprzedane przez Miejskie Przedsiębiorstwo Realizacji Inwestycji. Transakcja wzbudziła sprzeciw radnych m.st. Warszawy[20], a także zainteresowanie Centralnego Biura Antykorupcyjnego[21].
- Do 2017 administratorem Parku był Zarząd Oczyszczania Miasta. Od 1 lipca 2017 opiekę nad Parkiem przejęła nowa jednostka – Zarząd Zieleni m.st. Warszawy[22]. W 2018 nowy zarządca przedstawił plany remontu parku obejmujące takie kwestie jak oświetlenie, likwidacja ogrodzenia po wschodniej stronie parku oraz zmiany dot. głównych alei parkowych[23][24].
- W kwietniu 2018 przeprowadzono konsultacje społeczne na temat organizacji wydarzeń na terenie Parku[25].
- W październiku 2018 rozebrano znajdujący się na osi alei głównej pomnik Wdzięczności Żołnierzom Armii Radzieckiej[26].
- W lipcu 2024 zakończono w parku prace remontowe obejmujące m.in. przywrócenie pierwotnego kształtu głównej alei parkowej oraz wymianę latarń[27].

## Rzeźby i pomniki
- Popiersie Ignacego Jana Paderewskiego (na osi głównej alei od strony ronda Waszyngtona),
- Rzeźba „Rytm” Henryka Kuny (1929),
- Rzeźba „Tancerka” Stanisława Jackowskiego (1927),
- Rzeźba „Kąpiąca się” Olgi Niewskiej (1929),
- Pomnik E. M. House’a (1932, rekonstrukcja 1992),
- Płyta pamięci Poległych Lotników Brytyjskich 1944 (1988),
- Kamień w miejscu potyczki oddziału Armii Krajowej obwodu Praga z Niemcami w dniu wybuchu powstania warszawskiego 1944,
- Płyta pamięci poległych w II wojnie światowej sportowców-akademików,
- Kapliczka wykonana przez architekta Janusza Alchimowicza,
- Pomnik Polaków – Ofiar Ataku Terrorystycznego w Nowym Jorku z 11 września 2001 (2002)
- Faun (1931/2022) – przedwojenna rzeźba kubistyczna w stylu art déco[28][29]. Jej replika została odsłonięta 9 sierpnia 2022[30].

### Nieistniejące
- Pomnik Wdzięczności Żołnierzom Armii Radzieckiej (1946)

## Obiekty na terenie Parku

### Muszla koncertowa
Muszla koncertowa – administrowana przez Centrum Promocji Kultury.

### Stadion
Stadion – obecnie użytkowany przez klub sportowy Drukarz. Pierwsze wzmianki o stadionie Akademickiego Związku Sportowego pochodzą z 1917. W 1926 po uzyskaniu dotacji od miasta w wysokości 59500 zł z funduszu dla bezrobotnych rozpoczęto budowę. Stadion uruchomiono we wrześniu 1927. W jego skład wchodziły: bieżnia i skocznie lekkoatletyczne, boisko piłkarskie, 6 kortów tenisowych i pływalnia na Jeziorku Kamionkowskim. Stadion mógł pomieścić 6000 widzów, był wyposażony w krytą trybunę (1000 miejsc). Na bieżni odbył się w 1929 bieg lekkoatletyczny z udziałem Paavo Nurmiego, który nieoczekiwanie przegrał go ze Stanisławem Petkiewiczem.
Użytkownikiem stadionu był zarówno AZS, jak i poszczególne uczelnie. Odbywały się tam międzyuczelniane zawody znane jako Tydzień Sportu Akademickiego. Był również wynajmowany przez kluby sportowe takie jak Jur, Hakoah, PWATT.
Budynek mieszczący szatnie i trybuny stadionu został zniszczony podczas II wojny światowej, zachowało się jedynie boisko z bramkami.

### Kawiarnia
Od lat 90. XX wieku w budynku dawnego szaletu funkcjonuje kawiarnia (z przerwą w latach 2020-2024).